# 12873 Clausewitz
12873 Clausewitz (1998 OU7) là một tiểu hành tinh vành đai chính được phát hiện ngày 26 tháng 7 năm 1998 bởi E. W. Elst ở Đài thiên văn Nam Âu.